# Bill Ward (musicien)
Pour les articles homonymes, voir Bill Ward et Ward.
Bill Ward, né William Thomas Ward le 5 mai 1948 à Aston (en), à Birmingham (Angleterre), est un musicien britannique, connu comme étant le batteur original du groupe rock Black Sabbath, considéré comme le précurseur du heavy metal. Il a aussi joué les claviers en plus de la batterie sur son unique single en solo, Straws sorti en 2002.
En plus de son rôle de batteur et de cofondateur du groupe, Ward est le chanteur soliste sur deux chansons : « It's Alright » sur l'album Technical Ecstasy et « Swinging the Chain »  sur Never Say Die!. Il a également inventé le terme « downer rock ».
Sa performance lors d'un concert du groupe à Paris en 1970, à l'Olympia, particulièrement sur la chanson filmée War Pigs, reste légendaire.
Il se classe à la 42ème place du classement des 100 meilleurs batteurs de tous les temps du magazine Rolling Stone.

## Biographie
Avant la formation de Black Sabbath, Bill Ward et le guitariste Tony Iommi jouent pour  le groupe Mythology. Ils rejoignent le chanteur Ozzy Osbourne et le bassiste Geezer Butler qui jouent ensemble dans le groupe Rare Breed.
De 1969 à 1980, Ward apparaît sur tous les albums de Black Sabbath. Il quitte le groupe pour jouer avec Max Havoc en août 1980 pendant la tournée pour l'album Heaven and Hell. Il ne joue pas sur l'album Mob Rules (1981) mais revient pour Born Again (1983) avec Ian Gillan. Il quitte une nouvelle fois le groupe après l'enregistrement de l'album pour des raisons de santé. Il réintègre Black Sabbath lors de l'été 1984, bien que le groupe n'enregistre pas ni ne parte en tournée.
Tony Iommi raconte que lui et le groupe mettaient souvent le feu à la barbe de Ward et lui jouaient des tours du même genre. Ward a même souffert de brûlures au troisième degré. Avant la véritable réunion de Black Sabbath, Ward et les membres originaux du groupe se retrouvent à deux occasions : pour le Live Aid en 1985, puis lors d'un spectacle d'Ozzy Osbourne à Costa Mesa en Californie en 1992. Sabbath avec comme chanteur Rob Halford de (Judas Priest) en fait l'ouverture. Le groupe d'Ozzy Osbourne (Osbourne, Zakk Wylde, Mike Inez, Randy Castillo et John Sinclair) fait ensuite son concert avant qu'Osbourne ne s'entoure de Iommi, Butler et Ward le temps de quatre chansons.
Bill réintègre le groupe brièvement en 1994 pour une tournée en Amérique du Sud, avant de le rejoindre finalement pour deux concerts au Birmingham NEC en Angleterre les 4 et 5 décembre 1997, d'où est sorti l'album Reunion. Quant à ce qui avait été annoncé comme étant la formation originale réunie pour l'Ozzfest de 1997, c'est en fait Mike Bordin qui fit office de batteur. Bill Ward n'apparut lors d'aucune représentation (sauf les deux dernières en 1998) à cause d'un infarctus du myocarde. Comme en 1980, Vinny Appice le remplaça à la dernière minute tout en sachant que cela était temporaire. Remis sur pied, il revient pour de bon en 1999 et ne quitte plus Black Sabbath jusqu'en février 2012,.
Depuis 2002, il anime une émission radiophonique mensuelle (sur internet uniquement) intitulée Rock 50 sur la station WPMD du Cerritos College en Californie.
Ward a deux fils : Nigel et Aron, ainsi qu'une fille, Emily. Il s'alimente selon un régime vegan.

## Une source d'inspiration
Ward a inspiré de nombreux batteurs, dont :
- Peter Criss (Kiss)[12],[13]
- Dale Crover (The Melvins, The Men of Porn, Nirvana) [12],[13]
- Les Binks (Judas Priest)[12],[13]
- Chuck Biscuits (Danzig)[12],[13]
- Mike Bordin (Faith No More, Ozzy Osbourne)[12],[13]
- Matt Cameron (Pearl Jam, Soundgarden)[12],[13]
- Dave Grohl (Nirvana, Them Crooked Vultures)[12],[13]
- Vinnie Paul (Pantera, Hellyeah)[12],[13]
- Lars Ulrich (Metallica)[12],[13]
- Alex Van Halen (Van Halen)[12],[13]
- Sim Cain (Rollins Band)[12],[13]
- Igor Cavalera (Sepultura)[12],[13]
- Jean-Paul Gaster (Clutch)[12],[13]

## Black Sabbath
- 1970 - Black Sabbath
- 1970 - Paranoid
- 1971 - Master of Reality
- 1972 - Black Sabbath Vol. 4
- 1973 - Sabbath Bloody Sabbath
- 1975 - Sabotage
- 1975 - We Sold Our Soul for Rock 'n' Roll - Compilation
- 1976 - Technical Ecstasy
- 1978 - Never Say Die!

### Années 1980-
- 1980 - Black Sabbath - Heaven and Hell
- 1981 - Black Sabbath - Live at Last
- 1983 - Black Sabbath - Born Again

### Années 1990
- 1993 - Ozzy Osbourne - Live and Loud
- 1994 - Nativity in Black: A Tribute to Black Sabbath
- 1997 - Ozzy Osbourne - The Ozzman Cometh
- 1998 - Black Sabbath - Reunion

### Années 2000
- 2000 - Tony Iommi - Iommi
- 2002 - Black Sabbath - Past Lives
- 2002 - Bill Ward - "Straws" (single)
- 2002 - Black Sabbath - Symptom of the Universe: The Original Black Sabbath 1970-1978
- 2003 - Dio - Stand Up and Shout: The Dio Anthology
- 2004 - Black Sabbath - Black Box: The Complete Original Black Sabbath (1970-1978)
- 2006 - Black Sabbath - Greatest Hits 1970-1978
- 2007 - Black Sabbath - The Dio Years
- 2008 - Black Sabbath - Black Sabbath: The Rules of Hell Disc 1:Heaven and Hell

### Solo
- 1990 - Bill Ward - Ward One: Along the Way - Avec Ozzy Osbourne, Jack Bruce, Zakk Wylde, Bob Daisley, etc.
- 1997 - Bill Ward - When the Bough Breaks
- 2015 - Bill Ward - Accountable Beasts

### Documentation
- Eric Kroll, The Wonderful World of Bill Ward King of the Glamour Girls, Taschen, 2006.